# Äppelgårdens GK
Äppelgårdens GK är en golfklubb i Skåne. Klubbens styrelse bildades i maj 2002 och klubben antogs av Svenska golfförbundet i oktober samma år.
Marken som banan ligger på var fram till mitten av 1960-talet ett jordbruk. De första äppelträden planterades 1977 med bland annat sorter som Summerred, Mio, Karmin, Ingrid Marie, Julyred och Cox Orange.
Det nuvarande klubbhuset invigdes i maj 2006 och inrymmer omklädningsrum, restaurang, innergård och reception.